# Vol Korean Air Lines 902
Le vol Korean Air Lines 902 est un Boeing 707 civil pris pour cible par des intercepteurs soviétiques le 20 avril 1978, près de Mourmansk, après avoir violé l'espace aérien soviétique et ignoré les messages de la patrouille d'interception. L'avion a pu se poser en catastrophe sur un lac gelé. Deux passagers ont été tués durant l'incident, 107 personnes ont survécu.

## Reconstitution du vol

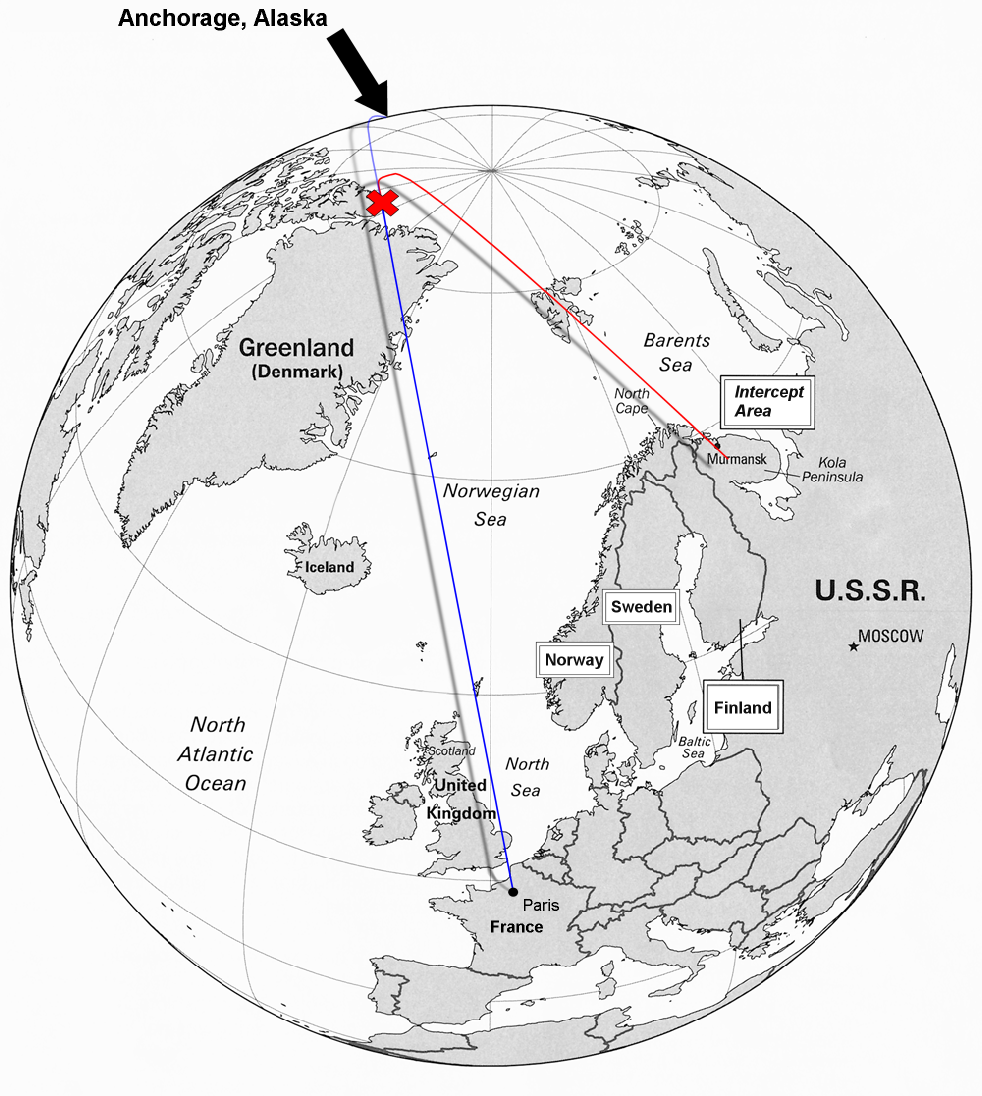
Le plan de vol

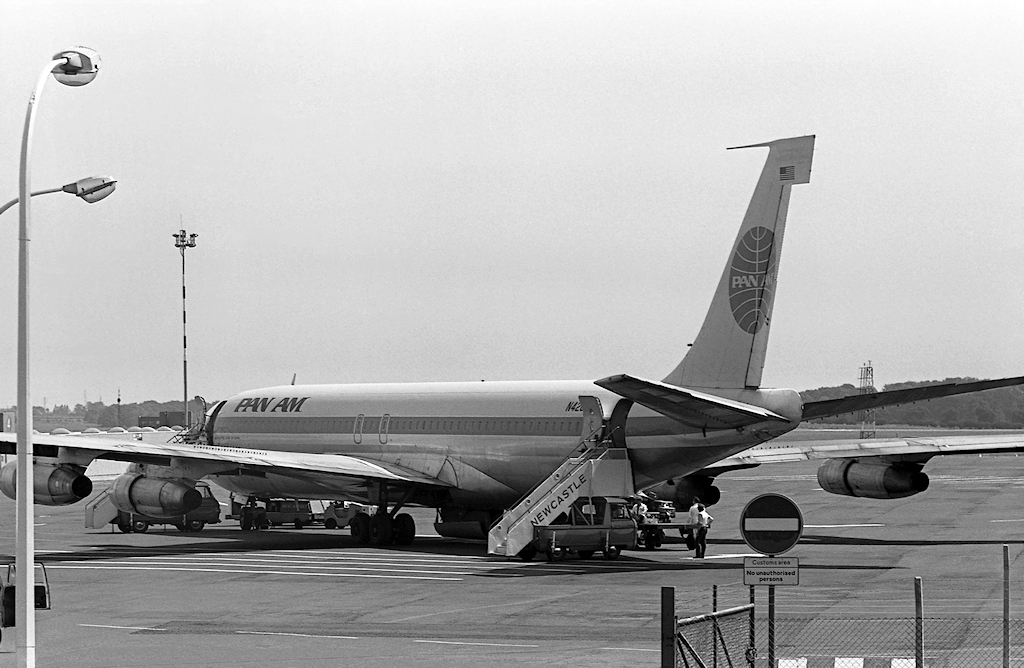
Le Boeing 707 impliqué, alors qu'il opérait pour Pan Am, ici en juillet 1975.

Le Boeing 707-321 (HL7429), piloté par Kim Chang Ky, part de l'aéroport de Paris-Orly à destination de l'Aéroport international de Gimpo de Séoul, avec une étape à l'aéroport international Anchorage (en Alaska) pour le ravitaillement en carburant. Il n'est pas équipé d'un système de guidage inertiel et les pilotes, lors du calcul de leur itinéraire, font une erreur de signe sur la déclinaison magnétique lors de la conversion entre le cap magnétique et le cap réel. À cause de cette erreur, l'avion ne poursuit pas sa route vers le nord en direction de l'Alaska mais part vers le sud-est et décrit un grand arc de cercle passant par la mer de Barents, dans l'espace aérien soviétique. Deux Soukhoï Su-15 de la Voyska PVO sont envoyés pour intercepter le Boeing, qui est identifié comme un avion militaire américain (le Boeing C-135, qui a la même allure que le 707).

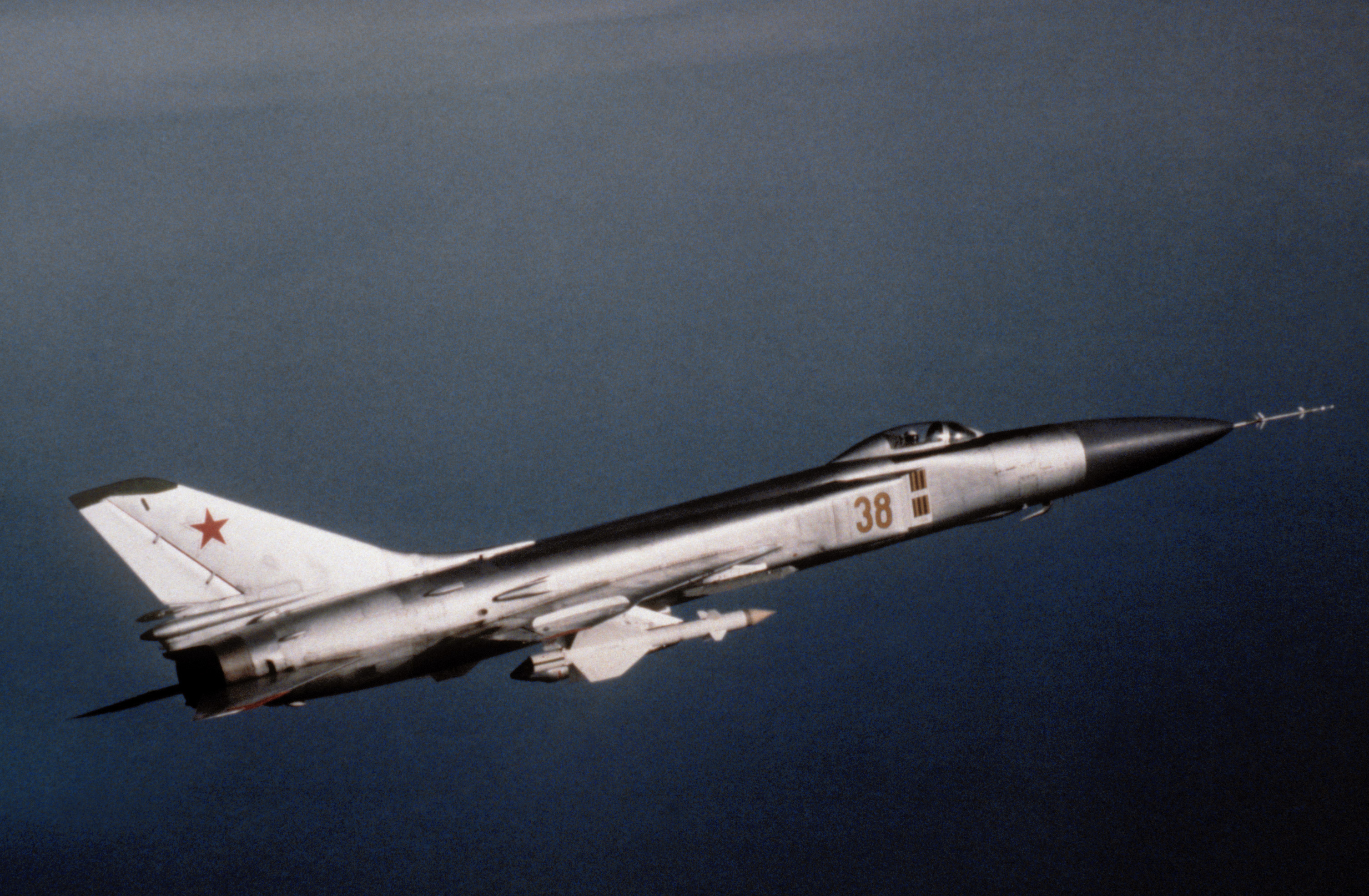
Un intercepteur soviétique Soukhoï Su-15 Flagon.

D'après les rapports des Soviétiques, l'intrus a ignoré à plusieurs reprises les ordres de suivre les intercepteurs. Les fréquences utilisées étaient différentes pour les Soukhoï et le Boeing ; de plus, la radio du Boeing était défaillante. Le capitaine A. Bosov, pilote leader de Su-15, reçoit l'ordre d'abattre le Boeing. Bien qu'informant ses supérieurs de la nature civile et inoffensive de l'appareil, l'ordre est maintenu. Finalement, il tire deux missiles R-60 dont un qui cause d'importants dommages à l'aile gauche et perce le fuselage ce qui provoque une décompression violente, tuant deux des 97 passagers. Le Boeing entame alors une descente accélérée d'urgence et les Su‑15 le perdent de vue quand il entre dans les couches de nuages. À 23 h 05, l'appareil sud-coréen réussit finalement à atterrir sur le lac gelé Korpiyarvi dans la république soviétique de Carélie, à 400 km au sud de Mourmansk et à environ 140 km de la frontière finlandaise. 
L'Armée rouge arrive sur les lieux deux heures plus tard et prend en charge les 107 survivants (95 passagers restants et 12 membres d'équipage). Les passagers sont relâchés deux jours après, tandis que l'équipage est retenu pour enquête puis finalement relâché après avoir présenté des excuses formelles. Les pilotes sud-coréens reconnaissent qu'ils n'ont pas tenu compte des ordres des intercepteurs soviétiques. L'URSS demande 100 000 $ à la Corée du Sud pour couvrir les frais de « prise en charge » de l'appareil sud-coréen, qui ne sera jamais rendu.
Un autre incident similaire, mais aux conséquences beaucoup plus graves, survient 5 ans plus tard avec le vol Korean Air Lines 007 et entraîne la mort de ses 269 passagers et membres d'équipage. Ces deux affaires — dont l'explication officielle est une erreur de navigation entraînant violation de l'espace aérien soviétique — ont causé beaucoup d'embarras chez Korean Air et ont donné naissance à des théories qui soutiennent l'utilisation des deux avions par les services secrets américains pour des missions d'espionnage alors que les autorités soviétiques ont reconnu en 1978 l'erreur humaine.